# Otto Kauders
Otto Kauders (geboren 18. Juni 1893 in Wien, Österreich-Ungarn; gestorben 5. August 1949 in Mallnitz) war ein österreichischer Psychiater und Neurologe.

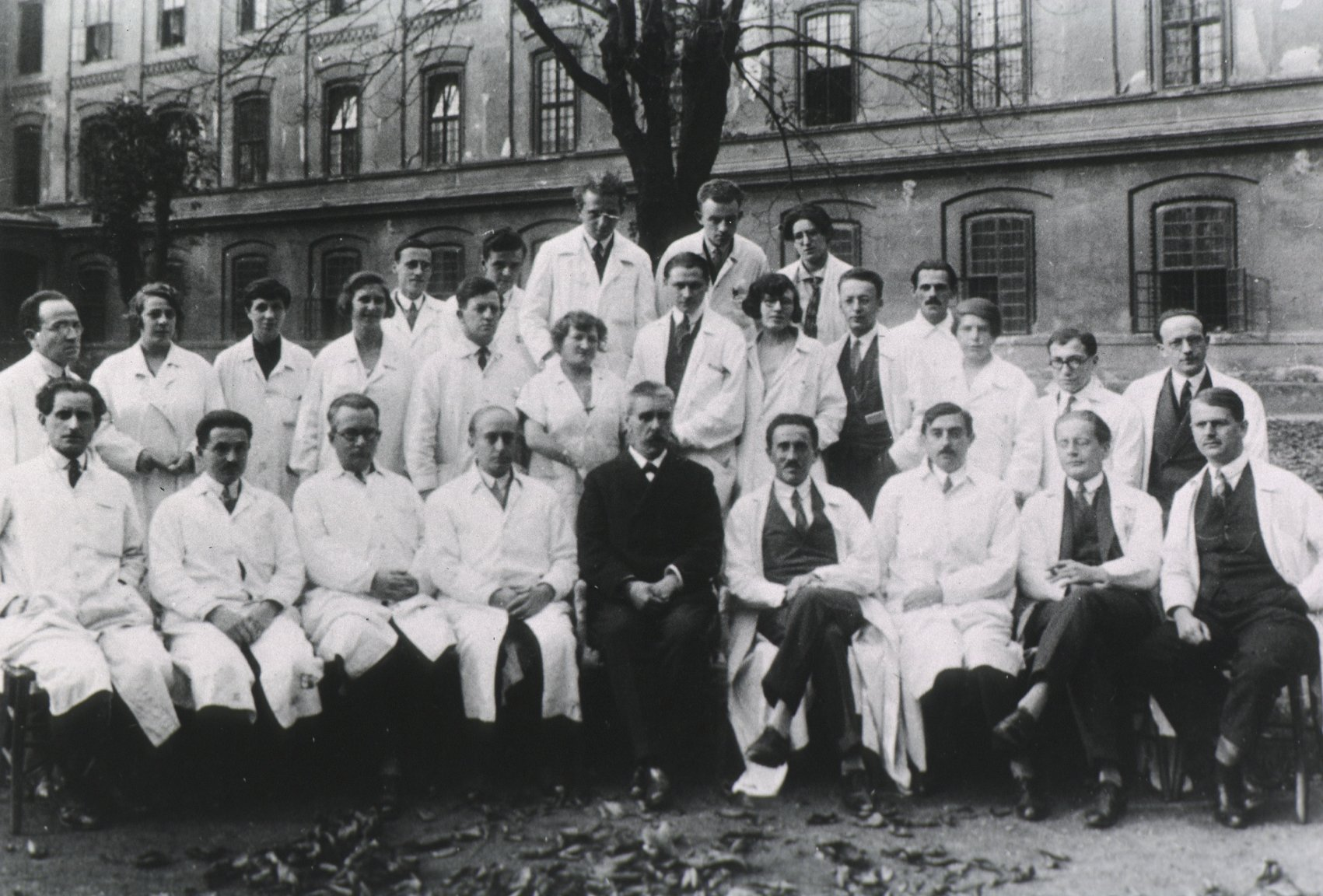
Wagner-Jaureggs Ärzteteam in Wien 1927. Otto Kauders in der 1. Reihe, der erste von rechts.

## Leben
Otto Kauders stammte aus einer Wiener Ärztefamilie. Er studierte Medizin an der Universität Wien und wurde 1920 promoviert. Kauders wurde Mitarbeiter von Julius Wagner-Jauregg an der Klinik für Psychiatrie und Neurologie in Wien, zunächst als Sekundararzt, dann als Assistent und ab 1932 als Dozent. 1930 nahm er als Vertreter Österreichs am 1. Weltkongreß für psychische Hygiene in Washington teil. 1934 wurde er Primarius an der neurologischen Abteilung Poliklinik Wien und im Versorgungsheim Lainz. Kauders wurde 1935 außerordentlicher Professor für Psychiatrie und Neurologie an der Universität Graz. Er wurde Mitglied des Obersten Sanitätsrats für Österreich.
Nach dem Anschluss Österreichs 1938 wurde Kauders als Repräsentant des Ständestaats entlassen. Er fand 1939 eine kurzzeitige Beschäftigung als Gastprofessor an der Katholischen Universität von Amerika in Washington, D.C. Schon 1940 kehrte er nach Österreich zurück und praktizierte als Nervenarzt ohne behördliche Zulassung. Kauders war mit einer Jüdin verheiratet und galt im nationalsozialistischen Deutschland als Mischling zweiten Grades. 
Nach Ende des Zweiten Weltkrieges wurde er in Graz wieder in das Ordinariat eingesetzt, er ging aber  im August 1945 als Nachfolger von Otto Pötzl als Vorstand an die neurologisch-psychiatrische Klinik der Universität Wien. 1949 unternahm Kauders eine Studienreise in die USA und nahm an der Sitzung der American Psychiatric Association teil, deren Ehrenmitglied er war. 
Kauders wurde Präsident beim Wiederaufbau des Vereins für Psychiatrie und Neurologie und leitete die Wiener Zeitschrift für Nervenheilkunde und Psychiatrie. Kauders war Mitglied der Schweizerischen Gesellschaft für Psychiatrie und Vorsitzender des Arbeitsausschusses der Österreichischen Gesellschaft für Psychische Hygiene. Kauders war 1946 der erste Präsident der Österreichisch-Amerikanischen Gesellschaft.
In seinen knapp einhundert wissenschaftlichen Publikationen befasste er sich neben Neurologie und Psychiatrie vor allem mit Psychotherapie und der von ihm geförderten Psychohygiene. 
Kauders starb an einer Embolie in Verbindung mit einer Phlebitis.
In Wien im 22. Bezirk wurde 1955 die Kaudersstraße nach ihm benannt.

## Schriften (Auswahl)

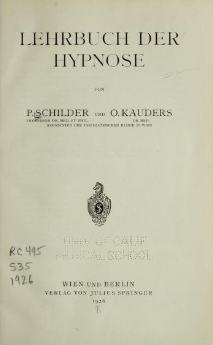
Lehrbuch der Hypnose, 1926

- mit Bernhard Dattner: Klinische und experimentelle Studien zur therapeutischen Impf-Malaria. Leipzig & Wien : Deuticke, 1924
- mit Paul Schilder: Lehrbuch der Hypnose. Wien : Springer, 1926
- mit Bernhard Dattner:  Kurzer Leitfaden der Malariatherapie auf Grund klinischer Beobachtungen und experimenteller Studien. Leipzig & Wien : Deuticke, 1927
- Keimdrüse, Sexualität Zentralnervensystem. Berlin: Karger, 1928
- Zur Klinik und Analyse der psychomotorischen Störung. Berlin: Karger, 1931
- Vegetatives Nervensystem und Seele. Wien : Urban & Schwarzenberg, 1947